# Pranab Mukherdží
Pranab Kumár Mukherdží (11. prosince 1935, Mirati, Západní Bengálsko – 31. srpna 2020, Nové Dillí) byl indický politik a v letech 2012–2017 třináctý prezident Indie. Předtím než se stal prezidentem byl dvakrát ministrem financí, poprvé ve vládách Indiry Gándhíové a Rádžíva Gándhího a podruhé ve vládě Manmóhana Singha.
Také byl ministrem zahraničí a ministrem obrany ve vládě Manmóhana Singha. Prezidentem Indie byl od 25. července 2012 do 25. července 2017. V úřadu byl vystřídán Rámem Náthem Kóvindem.
Vystudoval Kalkatskou univerzitu. Hlásil se k hinduismu.
Zemřel 31. srpna 2020 ve věku 84 let, poté co byl pozitivně testován na covid-19.